# Pristimantis cantitans
Pristimantis cantitans es una especie de anfibios de la familia Craugastoridae.

## Distribución geográfica y hábitat
Es endémica del cerro Yaví (Venezuela). Su rango altitudinal oscila entre 1700 et 2150 m s. n. m..